# Kapan
Kapan (arménsky:Կապան); dříve známé jako Ghapan, Ghap’an, Kafin, Kafan, Katan, Qafan, Zangezur nebo Madan je hlavní město arménské provincie Sjunik (marz). Město se nachází 316 km od Jerevanu.

## Etymologie
Slovo Kapan pochází z arménského slovesa kapel (կապել), což znamená "zamknout" a odkazuje na starý arménský výraz pro údolí obklopené pohořími. 

## Geografie
Kapan je největší město v jižní Arménii. Leží na východě provincie Sjunik v údolí Ochči na svazích pohoří Zangezur. Jižně od města je hora Khustup (3206 m).

## Historie
O oblasti kolem Kapanu jsou první zmínky z 5. století. V 10. století se zde princ Smbat II přesunul a založil Sjunikh, nebo také království Bahkskoe a jmenoval se králem v roce 970. Město je spojeno se jménem Davit Bek, arménským vůdcem z 18. století, který bojoval proti turecké a perské okupaci v Sjunikhu. Jeho osvobozující kampaň s hrstkou statečných mužů začala v roce 1722 a přilákala tisíce dobrovolníků, kteří Sjunikh osvobodili. Blízko Kapanu je hrad ve kterém Bek zemřel v roce 1728.
Kapan jako město vzniklo v 19. století spojením několika vesnic.

## Ekonomie

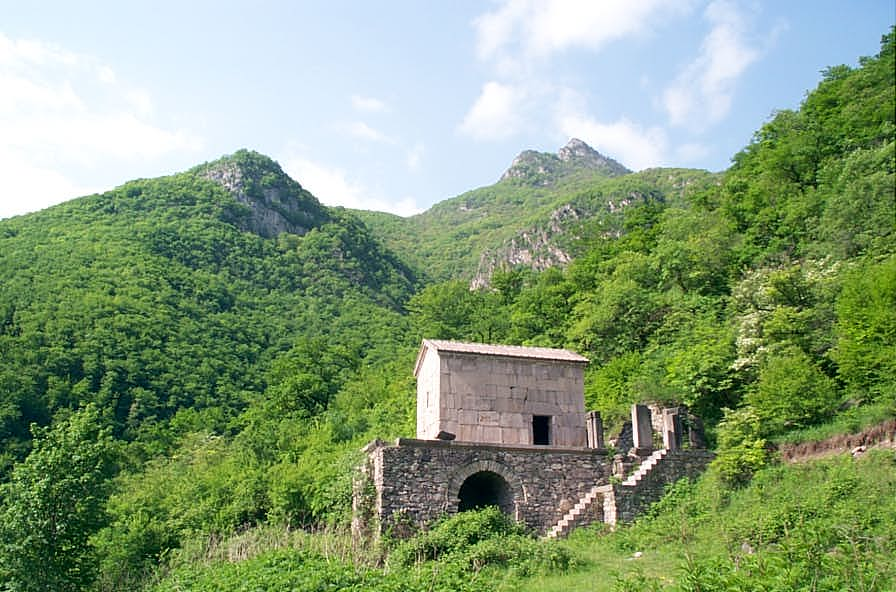
Vahanavankský klášter

S populací okolo 35 000 se Kapan snaží vyrovnat s následky horno-karabašské války a postsovětskou společností. Nicméně jsou zde známky růstu a vývoje. Kapan je hlavně důlní město, proto jeho perské jméno za dynastie Kádžár bylo معدن (Ma'dan, znamenající "důl"). Kapanský průmysl je závislý na nově zprivatizovaných zásob kovů. Ale rozvíjejí se i ostatní služby jako textilní a nábytkářský průmysl, chov zvířat v obchodním měřítku.
Kapan byl a stále zůstává centrem produkce mnoha neželezných kovů. Komerční využití zdejších zdrojů začalo v roce 1890. Arménští podnikatelé a francouzští důlní inženýři získali povolení pro stavbu měděných dolů a továren pro zpravování měděné rudy ve městě.

## Památky
- Vahanavankský klášter
- Pevnosti Baghaberd a Halidzor .

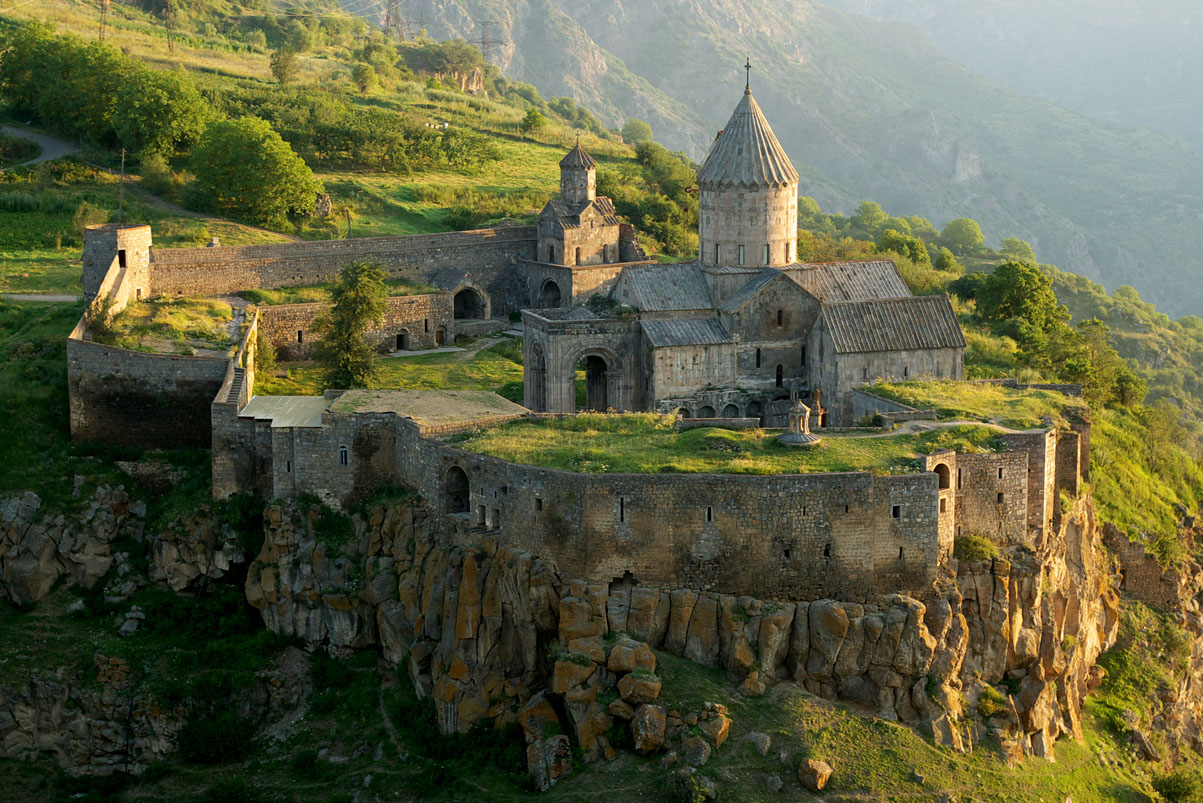
klášter Tatev

- klášter Tatev - Tento klášter nacházející se severozápadně od Kapanu byl založen v 9. století.
- Socha Davita Beka.
- Kapanská akademie umění
- Kapanské archeologické a národopisné muzeum
- Kapanské divadlo

## Doprava
Město je spojeno s Íránem silnicí. Ke konci roku 2008 byla silnice přestavěna mezi Kapanem a městy Kadžaran a Meghri. Z města vede jen nepoužívaná železnice Kapan-Zangilan-Mindživan.
Před válkou o Náhorní Karabach bylo ve městě malé letiště používané pro letadla YAK-40 a AN-14. Jiné nejbližší letiště leží 62 km severně.

## Sport
- Gandzasar FC - fotbalový klub

## Významní lidé
- Tatoul Markarian - Arménský velvyslanec ve Spojených státech

## Partnerská města
- Borisov, Bělorusko
- Ning-po, Čína
- Glendale, Kalifornie, Spojené státy americké